# Khalid Taha
Khalid Taha (Dortmund, 15 de fevereiro de 1992) é um lutador alemão de ascendência libanesa de artes marciais mistas, atualmente competindo no peso galo do Ultimate Fighting Championship.

## Carreira no MMA

### Ultimate Fighting Championship
Taha fez sua estreia no UFC em 22 de julho de 2018 no UFC Fight Night: Shogun vs. Smith contra Nad Narimani. Ele perdeu por decisão unânime.
Taha enfrentou Boston Salmon no UFC 236: Holloway vs. Poirier 2. Ele venceu por nocaute técnico no primeiro round.
Taha enfrentou Bruno Gustavo da Silva em 5 de outubro de 2019 no UFC 243: Whittaker vs. Adesanya. Taha venceu por finalização no terceiro round. Em 23 de dezembro de 2019 Taha recebeu uma suspensão de um ano da USADA após testar positivo para furosemide após a luta contra Bruno Gustavo.
Taha voltou para enfrentar Raoni Barcelos em 7 de novembro de 2020 no UFC Fight Night: Santos vs. Teixeira.

## Cartel no MMA
| Cartel no MMA   |             |            |
| 17 lutas        | 13 vitórias | 3 derrotas |
| Por nocaute     | 9           | 0          |
| Por finalização | 2           | 1          |
| Por decisão     | 2           | 2          |
| No contest      | 1           | 1          |

| Res.    | Cartel   | Oponente                | Método                      | Evento                                          | Data       | Round | Tempo | Local             | Notas |
| ------- | -------- | ----------------------- | --------------------------- | ----------------------------------------------- | ---------- | ----- | ----- | ----------------- | --- |
| Derrota | 13-4 (1) | Sergey Morozov          | Decisão (unânime)           | UFC on ESPN: Makhachev vs. Moisés               | 17/07/2021 | 3     | 5:00  | Las Vegas, Nevada | |
| Derrota | 13-3 (1) | Raoni Barcelos          | Decisão (unânime)           | UFC Fight Night: Santos vs. Teixeira            | 07/11/2020 | 3     | 5:00  | Las Vegas, Nevada | Luta da Noite. |
| NC      | 13-2 (1) | Bruno Gustavo da Silva  | Sem Resultado (mudado)      | UFC 243: Whittaker vs. Adesanya                 | 05/10/2019 | 3     | 3:00  | Melbourne         | Luta no peso casado (137 lbs); Taha não bateu o peso. Originalmente vitória por finalização de Taha; mudado após ele testar positivo pra furosemide. |
| Vitória | 13-2     | Boston Salmon           | Nocaute Técnico (socos)     | UFC 236: Holloway vs. Poirier 2                 | 13/04/2019 | 1     | 0:25  | Atlanta, Geórgia  | Volta aos Galos. |
| Derrota | 12-2     | Nad Narimani            | Decisão (unânime)           | UFC Fight Night: Shogun vs. Smith               | 22/07/2018 | 3     | 5:00  | Hamburgo          | Estreia no UFC. |
| Vitória | 12-1     | Hamza Kooheji           | Finalização (mata leão)     | Brave 12                                        | 11/05/2017 | 2     | N/A   | Jakarta           | Volta aos Penas. |
| Derrota | 11-1     | Takafumi Otsuka         | Finalização (guilhotina)    | Rizin Fighting World Grand Prix 2017: 2nd Round | 29/12/2017 | 3     | 3:23  | Saitama           | |
| Vitória | 11-0     | Keita Ishibashi         | Nocaute (joelhadas e socos) | Rizin World Grand Prix 2017: Opening Round      | 30/07/2017 | 1     | 4:52  | Saitama           | |
| Vitória | 10-0     | Timo-Juhani Hirvikangas | Decisão (dividida)          | German MMA Championship 9                       | 19/11/2016 | 3     | 5:00  | Castrop-Rauxel    | |
| Vitória | 9-0      | Michail Chrisopoulos    | Nocaute (soco)              | Fair FC 5                                       | 19/11/2016 | 1     | 1:20  | Eindhoven         | |
| Vitória | 8-0      | Nijat Valujev           | Nocaute Técnico (socos)     | Fair FC: Top Ten Champions                      | 12/03/2016 | 1     | 2:26  | Herne             | |
| Vitória | 7-0      | Daniel Makin            | Nocaute Técnico (socos)     | Fair FC 4                                       | 28/11/2015 | 1     | 2:20  | Eindhoven         | |
| Vitória | 6-0      | Omer Cankardesler       | Decisão (unânime)           | Fair FC 3                                       | 28/03/2015 | 3     | 5:00  | Rheinberg         | Ganhou o Cinturão Peso Galo do Fair FC. |
| Vitória | 5-0      | Ali Selcuk Ayin         | Nocaute Técnico (socos)     | German MMA Championship 5                       | 13/09/2014 | 1     | 4:59  | Herne             | |
| Vitória | 4-0      | Manuel Bilić            | Finalização (mata leão)     | Fair FC 1                                       | 08/02/2014 | 2     | 4:24  | Herne             | Estreia nos Galos. |
| Vitória | 3-0      | Florin Gârdan           | Nocaute Técnico (joelhadas) | RNC: Martial Arts Gala                          | 30/11/2013 | 2     | 4:43  | Frankenthal       | Estreia nos Penas. |
| Vitória | 2-0      | John Isac               | Nocaute Técnico (socos)     | GMC 4                                           | 06/07/2013 | 2     | 0:20  | Herne             | |
| Vitória | 1-0      | Muhammed Celebi         | Nocaute Técnico (socos)     | MMA Bundesliga 2                                | 06/04/2013 | 2     | 2:43  | Herne             | Estreia nos Leves. |